# 庫西查卡河

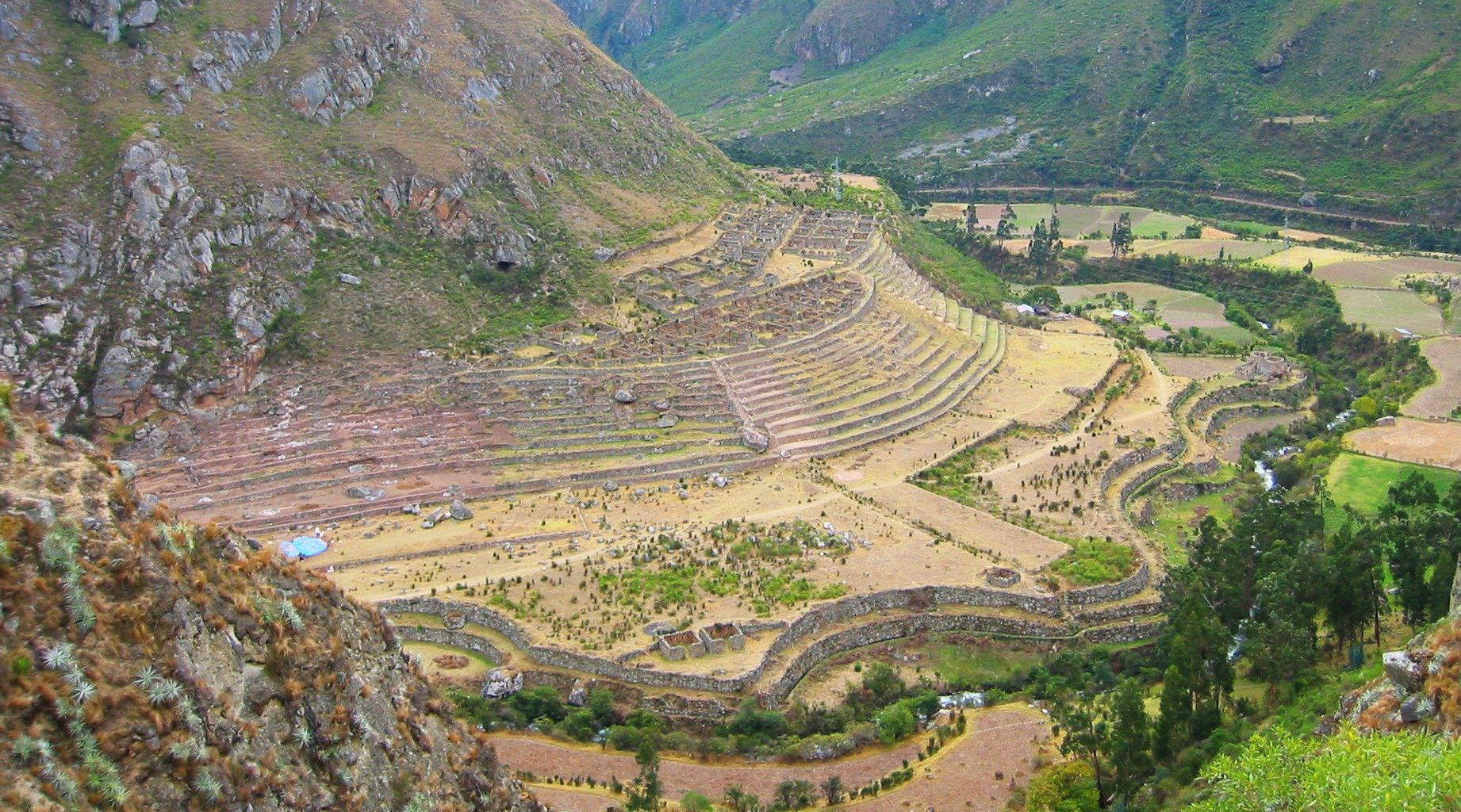

庫西查卡河（Cusichaca River），是秘魯的河流，位於該國南部庫斯科大區的烏魯班巴省，流經馬丘比丘區和奧揚泰坦博區，最終注入烏魯班巴河。